# Tulebosjön
Tulebosjön är en sjö i Mölndals kommun i Västergötland och ingår i Kungsbackaåns huvudavrinningsområde. Sjön är 8 meter djup, har en yta på 0,319 kvadratkilometer och befinner sig 40,2 meter över havet. Sjön avvattnas av vattendraget Intagsbäcken.

## Delavrinningsområde
Tulebosjön ingår i det delavrinningsområde (639500-127805) som SMHI kallar för Utloppet av Tulebosjön. Medelhöjden är 67 meter över havet och ytan är 10,21 kvadratkilometer. Det finns inga avrinningsområden uppströms utan avrinningsområdet är högsta punkten. Intagsbäcken som avvattnar avrinningsområdet har biflödesordning 2, vilket innebär att vattnet flödar genom totalt 2 vattendrag innan det når havet efter 20 kilometer. Avrinningsområdet består mestadels av skog (63 %) och öppen mark (15 %). Avrinningsområdet har 0,87 kvadratkilometer vattenytor vilket ger det en sjöprocent på 5,7 %. Bebyggelsen i området täcker en yta av 0,78 kvadratkilometer eller 5 % av avrinningsområdet.